# Singularity (jeu vidéo)
Pour les articles homonymes, voir Singularity (homonymie).
Singularity est un jeu de tir à la première personne développé par Raven Software et édité par Activision. Le jeu est disponible depuis le 26 juin 2010 en Europe et le 29 juin 2010 aux États-Unis. Il est sorti sur les plateformes Microsoft Windows, Xbox 360, et PlayStation 3 et est basé sur le moteur graphique Unreal Engine 3.
Le joueur incarne un soldat américain envoyé en reconnaissance sur l'île de Katorga-12, située au sud-est de la côte orientale de la Russie. À la suite de la Seconde Guerre mondiale, l'île a abrité des laboratoires soviétiques cherchant à doter l'URSS d'armes plus puissantes que la bombe atomique dont disposaient les États-Unis. Cherchant en vain de l'uranium sur l'île, les Soviétiques découvrirent un nouvel élément, l'E99. Théâtre d'expériences plus ou moins horribles durant la Guerre froide, l'essence même du temps y est altérée.
Le concept du jeu reposant sur la manipulation de ce dernier, il sera possible dès la seconde partie du jeu de manipuler le temps de différentes manières sur des objets ou des ennemis.

## Histoire
À l'aube de la Guerre froide, Staline décide de lancer un vaste programme d'armement pour répondre à la menace de la bombe atomique américaine. C'est lors d'une opération d'extraction d'uranium sur une île située au sud-est de la Russie orientale actuelle que les mineurs soviétiques découvrent l'E99. Cet élément prometteur, rare et présent à l'état naturel seulement sur Katorga 12, pousse alors Staline puis Khrouchtchev à débloquer des fonds pour l'exploitation de l'E99 dans les domaines médicaux, alimentaires et militaires. Mais cet élément se révèle très instable. En octobre 1950, après la mort du professeur Demitchev, l'un des meilleurs scientifiques travaillant sur l'E99, une grande partie de l'île est dévastée et des centaines d'ouvriers, de scientifiques, de militaires et d'habitants sur l'île meurent. Le projet est abandonné et Katorga 12 évacuée, l'affaire étant étouffée par Moscou.
En octobre 2010, un satellite de reconnaissance américain est aveuglé par un pic de radiation émanant de Katorga 12. Redoutant un autre Tchernobyl, l'état major décide l'envoi de troupes pour évaluer le danger et sécuriser l'île.
C'est là que commence l'implication du joueur. Lors du survol des côtes de Katorga 12 par l'hélicoptère américain transportant l'équipe de reconnaissance se produit une réaction due à l'E99 entraînant le crash de l'hélicoptère. Le joueur incarnant le capitaine Renko se réveille sonné sur l'ancien dock du port de Katorga 12. Il reçoit alors par radio l'ordre de son équipier, James Devlin, de se rendre à la tour radio en vue d'une évacuation. C'est en se frayant un chemin parmi les décombres d'un ancien bâtiment soviétique que le capitaine est pris dans une boucle temporelle et est renvoyé en 1950 lors de l'incident qui ravagea l'île. En tentant de d'échapper des flammes l'entourant, celui-ci sauve un homme en difficulté. Au détour d'un couloir, derrière un mur détruit par les flammes, il aperçoit une silhouette portant un objet scintillant aux bras lui criant : "Renko..Non !" avant d'être enseveli sous les décombres en flammes du toit. Juste après avoir déposé l'homme qu'il vient de sauver au pied du buste de Staline, le capitaine Renko est renvoyé en 2010.

## Personnages et ennemis
Nathaniel "Nate" Renko est le héros et le personnage incarné par le joueur. Membre d'une unité des forces spéciales américaines, il fait partie du groupe envoyé sur l'île de Katorga 12 pour une mission de reconnaissance. Après le crash des deux hélicoptères, il se retrouve seul avec son équipier James Devlin sur cette île officiellement abandonnée.
Nikolai Demichev était un scientifique soviétique qui était chargé de recherches sur Katorga 12. Officiellement décédé lors de la catastrophe d'octobre 1955, l'intervention de Renko en 2010 entraînera une modification temporelle lourde de conséquences. Nikolai Demichev est un homme puissant et sans scrupules qui dispose de nombreux appuis politiques à Moscou. Son collègue, Viktor Barisov, est un scientifique brillant qui a créé notamment le manipulateur temporel. Davantage soucieux des questions morales et éthique que Demichev, il disparaît lors du désastre de 1955 sans que l'on sache s'il y a survécu ou perdu la vie.
Dans son combat, Nathaniel Renko pourra compter sur Kathryn Norvikova qui travaille pour la mystérieuse organisation MIR-12. On ne sait rien sur Kathryn, mais elle se montre extrêmement déterminée et courageuse.
La première source de danger sont les nombreux mutants qui peuplent l'île. Autrefois humains résidents de l'île, ils ont développé d'horribles mutations à la suite de la catastrophe de 1955. De même, la faune et la flore locale ont subi d'importantes transformations à la suite de l'exposition à l'E99.
Outre ces créatures, l'île voit débarquer un important groupe d'intervention de spetsnaz chargé d’éliminer les intrus. Lourdement armés et bien entraînés, ils traqueront le joueur sans relâche.

## Arsenal
Singularity dispose d'un arsenal dont la majeure partie est utilisable par le joueur.
Parmi les armes non utilisables figurent celles utilisées par les gardes soviétiques de 1955, à savoir le pistolet semi-automatique Makarov, le fusil à pompe M1897 et le fusil d'assaut AK-47.
Les armes utilisables de 2010 sont le revolver Centurion, qui dispose d'une grosse puissance d'arrêt mais souffre d'une cadence de tir très lente et d'un recul important. Le fusil d'assaut standard des spetsnaz est l'AR9 Valkyrie qui combine puissance de feu et grande cadence de tir. Visuellement, il ressemble à un Kalashnikov modernisé avec une crosse pliable et ajustable, un garde-main en polymère, un viseur optique… 
L'arme d'appoint de l'AR-9 est le fusil à pompe à chargeur Volk S4 qui délivre une énorme puissance de feu à courte distance. Le tir de précision est assuré par le Kasimov SNV-E99 semi-automatique. Le joueur a également la possibilité de récupérer l'Autocannon, une énorme mitrailleuse multitube portable. Le lanceur Dethex est un lance-grenades disposant de deux modes de tir tandis que le RLS-7 est un lance-roquettes capable de tirer des munitions non-guidées ou guidées.
Le joueur peut aussi utiliser une arme "spéciale" créée à partir des recherches sur l'E99, le Seeker Rifle qui est un fusil tirant de puissantes munitions téléguidées.

## Les différentes fins
À la fin du jeu, le joueur est face à trois choix possibles.
Activer la singularité : Après avoir activé la singularité, Renko est renvoyé en 1955 dans le bâtiment en flammes. Il doit alors se tuer lui-même. Cette fin active une cinématique recréant le début du jeu et son générique, sauf que les textes sont en russe, les hélicoptères portent des marquages soviétiques et que James Devlin tient un fusil AR-9 au lieu du FN SCAR. La statue de la main portant la faucille est alors remplacée par celle de Viktor Barisov avec à sa main le MT.
Tuer Barisov : Vous choisissez de tuer Barisov. Demichev tient parole et vous nomme à un haut poste. La Russie s'empare du monde et Renko devient chef des armées. Demichev craint son pouvoir grandissant, et c'est une nouvelle Guerre Froide qui éclate, Renko aux États-Unis, Demichev en Russie.
Tuer Barisov et Demichev : Vous choisissez de tuer Barisov et Demichev. La domination russe est finie mais à Katorga 12, la singularité explose détruisant l'Est de la Russie et l'Ouest de l'Alaska. Les anomalies se développent et attaquent le monde. Renko disparait et devient une légende. La cinématique laisse penser que Renko a pris la tête des Etats d'Occident.
Tuer Demichev seul vous confrontera à deux choix : tuer Barisov ou activer la singularité.

## Scène finale
Après les crédits de fins, on retrouve Kathryn en 1955. Blessée, elle nage hors du Pearl et se cache dans un bureau. Assise, elle prend un journal et écrit l'histoire de Renko, ce journal est celui du MIR-12 présenté un peu plus tôt dans l'intrigue.

## Développement du jeu
L'idée de départ du scénario était basée sur les souvenirs de la Guerre froide de Brian et Steve Raffel, ainsi que de l'exploration d'une base militaire de la Seconde Guerre mondiale abandonnée dans le Wisconsin.
Selon Keith Fuller, un ancien responsable de Raven, le développement du jeu a été compliqué et Activision a failli annuler sa sortie à plusieurs reprises. Ainsi, lors de la visite d'un responsable de l'éditeur au studio de développement, le jeu était confronté à d'importants problèmes techniques (vitesse d'affichage insuffisante, plusieurs cartes ne tournent pas sur la PS3 et des soucis de mémoire sur la Xbox 360 entre autres) et son développement était en retard sur le planning établi. Raven transfèrera donc des développeurs supplémentaires sur Singularity pour renforcer l'équipe de développement tandis qu'Activision accorde dix mois au studio pour terminer le jeu, ce qui pour Keith Fuller était nettement insuffisant.
D'après Fuller, le jeu a dû être grandement simplifié par rapport à ce qui avait été initialement prévu. Des cinématiques et scènes détaillant l'histoire ont été supprimées, obligeant Raven à recourir au système des journaux audio (directement copié sur Bioshock selon Fuller) pour essayer de structurer l'histoire. Enfin, la manipulation temporelle a été fortement simplifiée et se présente de façon beaucoup plus linéaire que ce qui avait été initialement envisagé. Fuller expliquera qu'il ne s'agissait même plus d'un "développement, mais d'un tri où il fallait sauver ce qui pouvait l'être et achever les mourants à la baïonnette."
Enfin, la partie marketing du jeu (Singularity ayant été lancé dans un relatif anonymat) s'explique par des considérations financières, le jeu ayant coûté plus cher que prévu.
Toutefois, Keith Fuller se dit fier du résultat final compte-tenu des difficultés rencontrées dans le développement. Mais Singularity fut aussi qualifié de "cercueil de Raven" puisque ce fut le dernier jeu que le studio développa seul avant de se consacrer à l'aide au développement des Call of Duty.

## Accueil
Singularity reçoit un accueil assez froid lors de sa sortie. Sans être considéré comme un mauvais jeu, il est jugé comme un jeu moyen. Le site JeuxVidéo.com lui attribue la note de 12/20 et estime que l'inspiration de Bioshock dans l'ambiance est assez flagrante et que la gameplay manque d'originalité. Il faut toutefois noter que les joueurs lui attribuent une note bien plus élevée de 15/20.
Gamekult le note 6/10. Le testeur note la qualité du scénario et de l'ambiance du jeu de Raven (mais note aussi l'inspiration de Bioshock) et les bonnes idées du gameplay, mais pointe aussi le manque de punch des armes et de sensations lors des combats. Enfin, le manipulateur temporel est jugé sous-exploité.
JeuxActu est plus positif, notant le jeu 14/20 et parlant d'un "jeu plaisant mais loin d'être exempt de défauts." Les points positifs sont l'ambiance oppressante et réussie, l'idée géniale de manipuler le temps et une réalisation globalement de qualité. En revanche, la faible durée de vie (6-7 heures pour finir le jeu) est pointée du doigt.
Après être tombé dans un relatif oubli, Singularity refait parler de lui en mars 2015 à l'occasion des vingt-cinq ans du studio Raven. Sur Twitter, le studio publie un message citant Katorga 12 et une image inspirée de la jaquette du jeu qui était sorti cinq ans plus tôt. Toutefois, cette annonce n'a jamais été suivie d'effet.